# Luci Cossini el jove
Luci Cossini el jove (en llatí Lucius Cossinius) va ser un cavaller romà del segle i aC. Era fill de Luci Cossini i formava part de la família dels Cossini, procedents de Tibur.
Va ser amic de Ciceró, Àtic i Marc Terenci Varró. Ciceró diu que va morir l'any 45 aC i manifesta la pena que va sentir per la seva pèrdua.